# Wassermühle Heuermann
Die mittelalterliche Wassermühle Heuermann, auch Wassermühle Helzendorf, in Warpe, Helzendorf 5, in der niedersächsischen Samtgemeinde Grafschaft Hoya stammt als Gebäude aus dem 19. Jahrhundert.
Das Gebäude, der  Mühlenteich und der Stau stehen unter Denkmalschutz (siehe auch Liste der Baudenkmale in Warpe).

## Geschichte und Beschreibung
Seit 860 ist hier der Standort der Helzendorfer Mühle als ältester Wassermühlenstandort in Niedersachsen. Die seit Jahrzehnten stillgelegte Wassermühle ist seit 1580 im Besitz der Familie Heuermann.
Das eingeschossige Gebäude in Fachwerk mit Steinausfachungen und Satteldach wurde 1839 gebaut.
Die Stauanlage mit dem Mühlenteich ist noch funktionsfähig. Die Mühle hat eine teilweise erhaltene Ausstattung.
Das Landesdenkmalamt befand: „… geschichtliche Bedeutung … durch beispielhafte Ausprägung einer Wassermühle mit Stauanlage und Mühlenteich …“

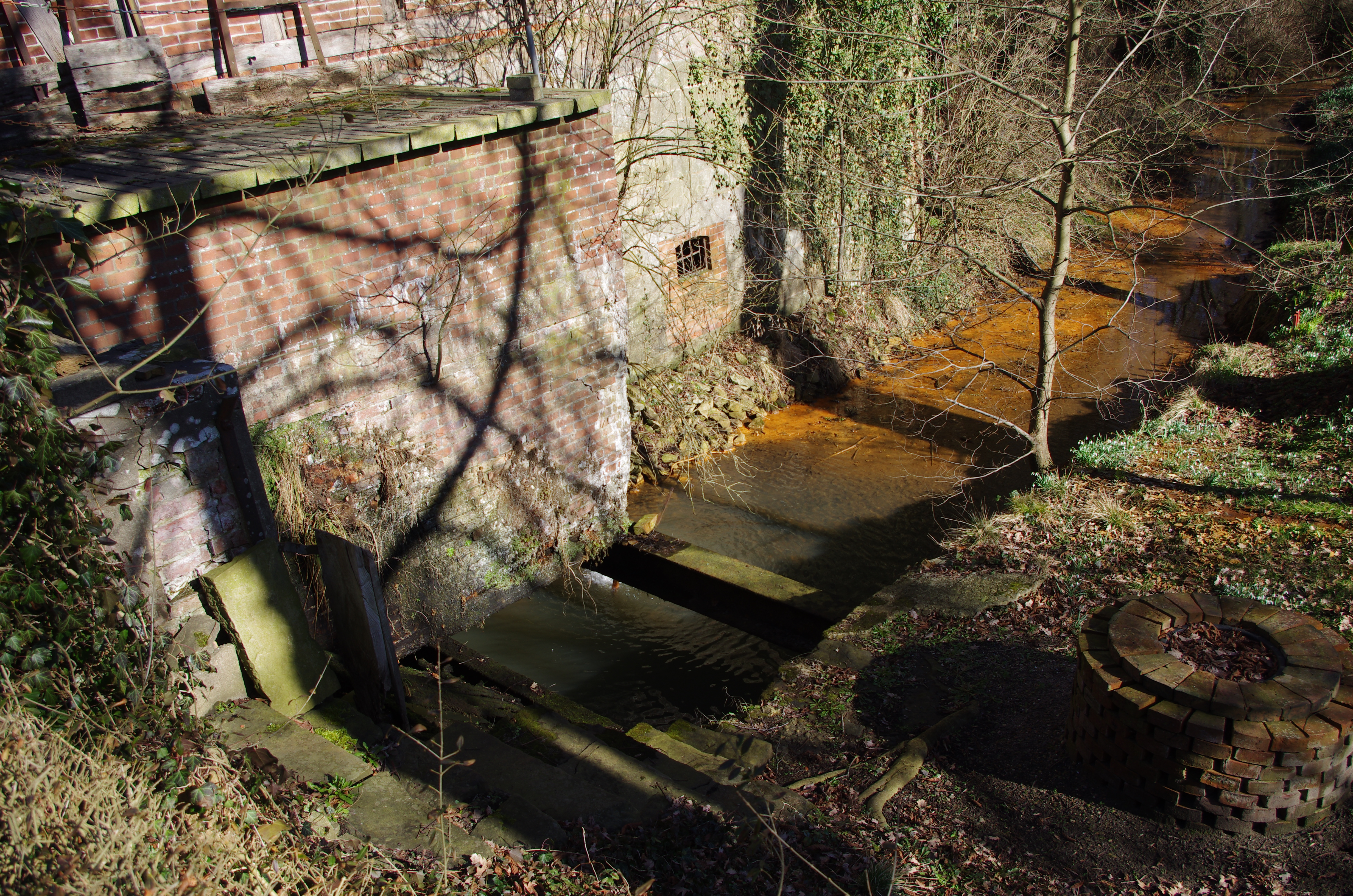
Staustufe
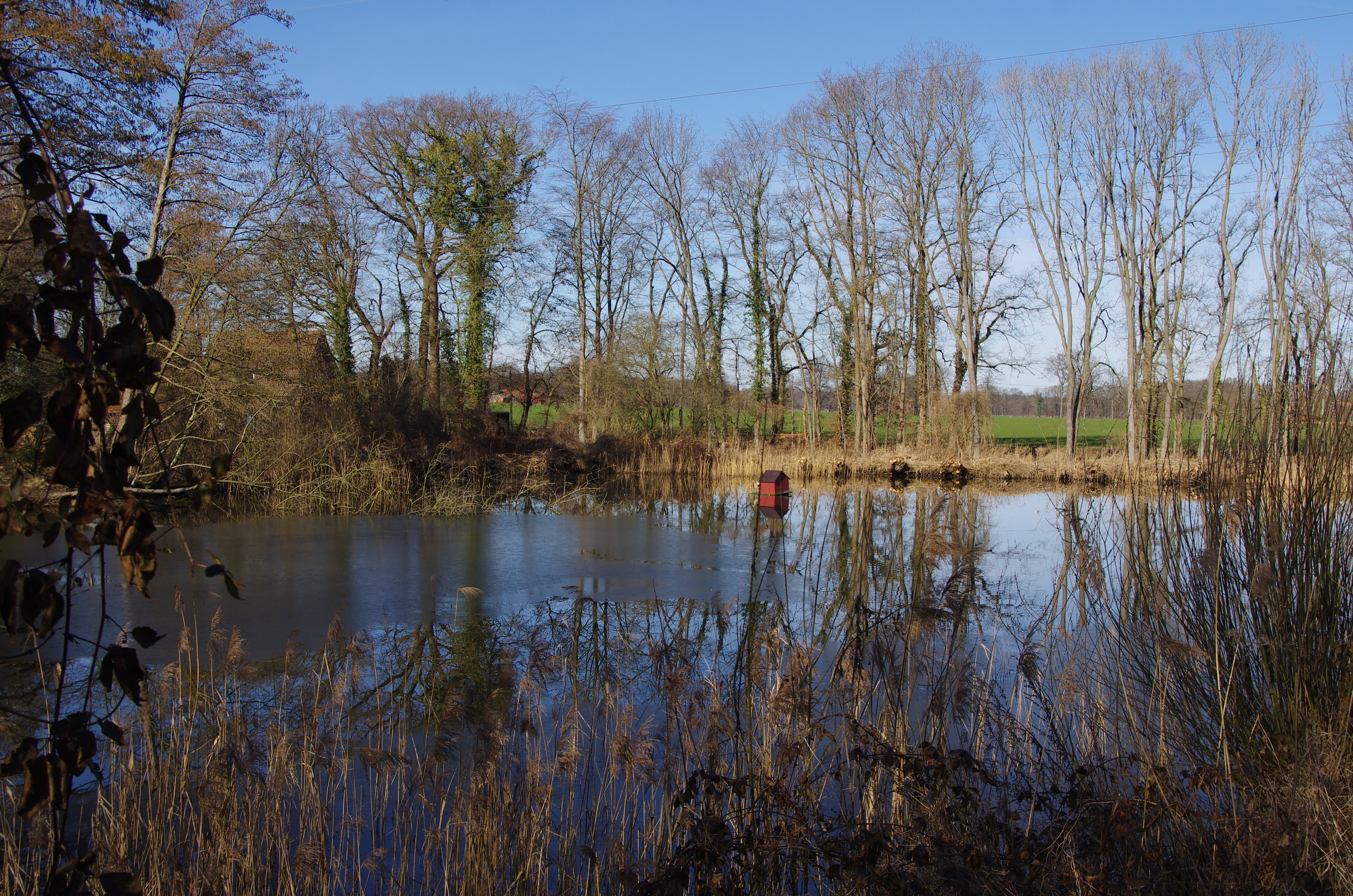
Mühlenteich